# Petzvalův objektiv
Petzvalův objektiv je světelný fotografický objektiv (aplanát) s dobře upravenou sférickou aberací a komou. Přední část tvoří tmelený achromát, zadní část netmelený achromát. V současnosti se používají objektivy tohoto druhu hlavně do zvětšovacích přístrojů a projektorů. Vypočítal ho slovenský fyzik Josef Maximilián Petzval roku 1840.

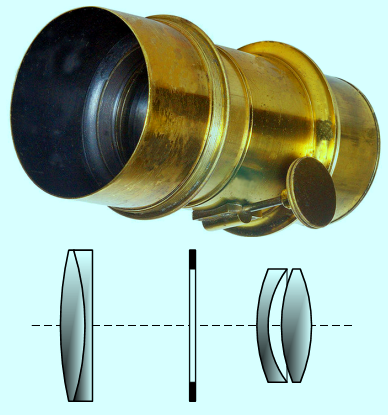

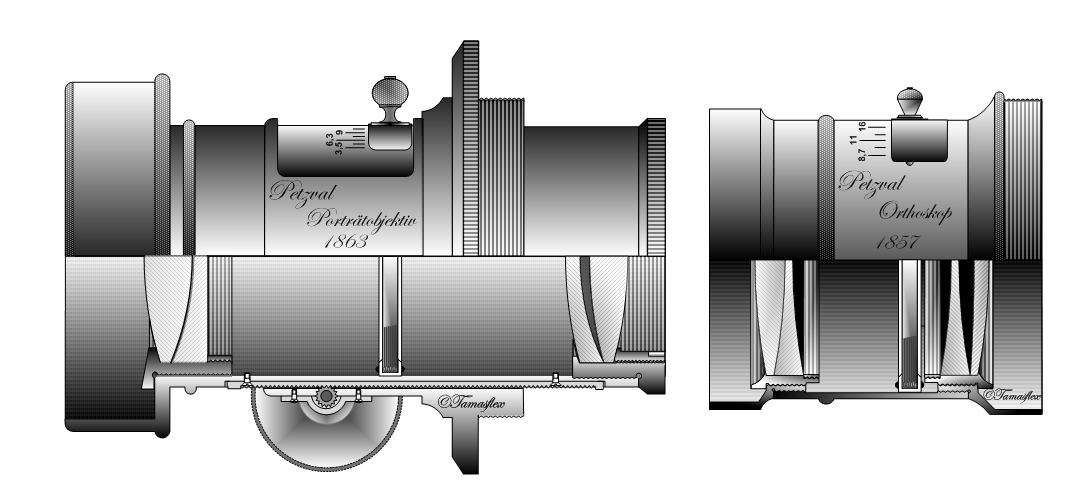